# Рувр (Кальвадос)
Рувр (фр. Rouvres) — коммуна во Франции, находится в регионе Нижняя Нормандия. Департамент коммуны — Кальвадос. Входит в состав кантона Бретвиль-сюр-Лез. Округ коммуны — Кан.
Код INSEE коммуны — 14546.

## Население
Население коммуны на 2010 год составляло 225 человек.
| 1962 | 1968 | 1975 | 1982 | 1990 | 1999 | 2010 |
| ---- | ---- | ---- | ---- | ---- | ---- | ---- |
| 218  | 215  | 194  | 173  | 179  | 197  | 225  |

## Экономика
В 2010 году среди 139 человек трудоспособного возраста (15—64 лет) 99 были экономически активными, 40 — неактивными (показатель активности — 71,2 %, в 1999 году было 68,9 %). Из 99 активных жителей работали 95 человек (52 мужчины и 43 женщины), безработных было 4 (4 мужчины и 0 женщин). Среди 40 неактивных 10 человек были учениками или студентами, 21 — пенсионерами, 9 были неактивными по другим причинам.